# Arnold Brandenburg
Arnold Brandenburg (* 26. Juni 1783 in Stralsund; † 1. Juli 1870 ebenda) war ein deutscher Jurist, Kommunalpolitiker und Lokalhistoriker in Stralsund.

## Leben
Arnold Brandenburg entstammte einer alteingesessenen Stralsunder Familie, aus der zahlreiche Mitglieder dem Rat der Stadt angehörten. Sein Vater war der Kaufmann und Altermann der Brauer- und Mälzerkompanie zu Stralsund, Arnold Balzer Brandenburg. Neben dem Studium an den Universitäten Greifswald und Göttingen wurde er in seiner Jugend besonders durch den Stralsunder Bürgermeister Johann Albert Dinnies geprägt, der sich intensiv mit der Geschichte Stralsunds befasste.
1808 wurde Arnold Brandenburg Mitglied des Stadtrates. Während der Besetzung Stralsunds durch das Freikorps Ferdinands von Schill soll er sich anstelle des alten Bürgermeisters als Geisel angeboten haben. Von 1822 bis 1864 war er Stadtsyndicus von Stralsund.
Verheiratet war Arnold Brandenburg seit dem 28. Februar 1823 mit Johanna Friederica Biel, der Tochter des Dr. med. und Physicus Carl Friedrich Biel.
Brandenburg veröffentlichte zahlreiche Schriften zur Geschichte, Kunstgeschichte und Topographie seiner Heimatstadt in Zeitschriften wie der Sundine. Seit ihrer Gründung 1826 war er Mitglied der Rügisch-Vorpommerschen Abteilung der Gesellschaft für pommersche Geschichte und Altertumskunde.

## Schriften (Auswahl)
- Johann Albert Dinnies. Nachrichten von seinem Leben und seinen Schriften. Löffler, Stralsund 1827
- Nachricht von der Entstehung und Einrichtung der Rathsbibliothek zu Stralsund, In: Ernst Heinrich Zober: Alphabetisches Verzeichniß der in der Rathsbibliothek zu Stralsund befindlichen Bücher, Löffler, Stralsund 1829, S. 3–39 (Digitalisat)
- Das Rathhäusliche Archiv der Stadt Stralsund, In: Zeitschrift für Archivkunde, Diplomatik und Geschichte. hrsg. von L. F. Hoefer, H. A. Erhard u. Fr. L. B. von Medem, 1. Bd., Hamburg 1834, S. 76–100 (Digitalisat)
- Geschichte des Magistrates der Stadt Stralsund, Löffler, Stralsund 1837 (Digitalisat)
- Einige Anmerkungen zum Stralsundischen Bürgervertrage, Stralsund 1845 Digitalisat in der Digitalen Bibliothek Mecklenburg-Vorpommern
- Schill’s letzte Tage, Stralsund 1859